# Paul-Édouard Vasseux
Pour les articles homonymes, voir Vasseux.
Paul-Édouard Vasseux est un homme politique français, né le 12 novembre 1860 à Golancourt (Oise) et décédé le 16 décembre 1953.

## Biographie
Edouard Vasseux succède à son père en mai 1888 à la fonction de maire de Golancourt, petit village de l'Oise. Il est, comme son père, agriculteur, et sera, par la suite, vice-président de la société des agriculteurs de l'Oise et président de l'Office agricole départemental.
Élu conseiller d'arrondissement en 1889, il devient conseiller général (canton de Guiscard) en 1900, mandat qu'il conservera jusqu'en 1937.
Fait prisonnier et emmené comme otage, avec sa famille, par les troupes allemandes en 1917, il ne revient dans l'Oise que deux ans plus tard, pour être d'ailleurs réélu au conseil général, dont il devient un des vice-présidents.
En 1924, il est élu Député de l'Oise, sous la bannière du Cartel des gauches, et, sans affiliation partisane, siège au sein du groupe de la Gauche radicale, le plus "centriste" de la majorité.
Candidat à sa réélection en 1928, dans la circonscription de Compiègne, il est battu par le candidat de droite Fournier-Sarlovèze.
Il ne se représente pas en 1932, mais fait acte de candidature au Sénat, où il est élu, en octobre de cette même année.
En 1940, il ne participe pas au vote sur les pleins pouvoirs au Maréchal Pétain, et, après la guerre, se retire de la vie politique.

## Sources
- « Paul-Édouard Vasseux », dans le Dictionnaire des parlementaires français (1889-1940), sous la direction de Jean Jolly, PUF, 1960 [détail de l’édition]